# Žirany
Žirany – wieś i gmina (obec) w powiecie Nitra, w kraju nitrzańskim na Słowacji. Znajduje się na Nizinie Naddunajskiej w kierunku na północny wschód od miasta Nitra, z trzech stron otoczona wzniesieniami gór Trybecz.